# Đường mòn Little Miami
Đường mòn Little Miami (tiếng Anh: Little Miami Scenic Trail) là một đường xe đạp chạy xuyên năm quận ở vùng nam tây của tiểu bang Ohio, Hoa Kỳ. Năm 2008, nó là đường mòn lát dài nhất ở nước Mỹ, kéo dài 122 kilômét (76 mi) từ Springfield đến Newtown, Ohio. Hơn 350.000 người đi xe đạp, đi bộ đường dài, hay cưỡi ngựa trên đường này năm 2005.
Phần lớn đường mòn này chạy dọc theo một hành lang đường sắt trước đây để lại, ngày nay do Bộ Tài nguyên Ohio (ODNR) bảo quản dưới tên Công viên Tiểu bang Little Miami (Little Miami State Park). Công viên tiểu bang dài hẹp băng qua bốn quận, kéo dài vào khoảng 80 km (50 mi) và trung bình rộng 20 m (66 ft). Ở những quãng đường kia, hành lang rộng từ 2,5 m (8 ft) tới 3 m (10 ft).
Đường mòn Little Miami cũng được gọi là Đường xe đạp Tiểu bang 3. Đường Little Miami thuộc về Tuyến đường Xe đạp Tuyến hỏa xa ngầm (Underground Railroad Bicycle Route), Đường mòn Buckeye, và Đường mòn Quốc gia North Country (North Country National Scenic Trail). Quãng đường từ Xenia trở về phía nam cũng thuộc về Đường mòn Ohio tới Erie (Ohio to Erie Trail) và Đường xe đạp Tiểu bang 1. Trước năm 2011, cả đường mòn này được gọi là Đường xe đạp Tiểu bang 1, và Đường xe đạp Tiểu bang 3 chỉ kéo dài từ Xenia trở về phía bắc.

## Lịch sử

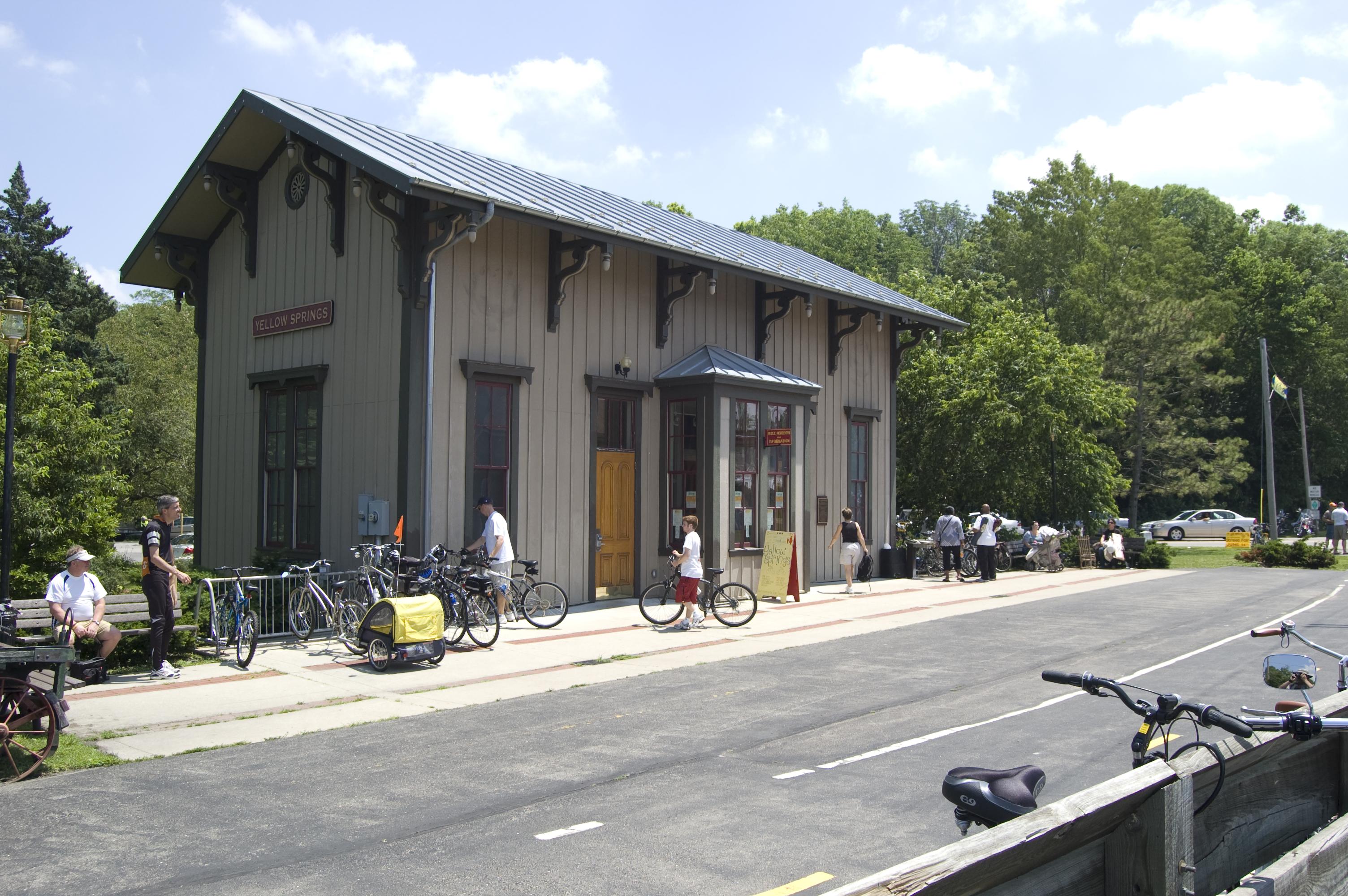
Nhà ga Yellow Springs ở Quận Greene

Đường này chạy theo hành lang của Đường sắt Little Miami ngày xưa. Nền đường sắt cũ vẫn thấy được bên cạnh nhiều quãng đường mòn.
Cùng với Bộ Tài nguyên Ohio, các chính phủ của thành phố Xenia và làng Yellow Springs mua đất dọc theo đường sắt từ 1973 đến 1983. Đường xe đạp Loveland được gắn vào công viên tiểu bang năm 1984. Hai năm sau, Bộ Giao thông Ohio (ODOT) nhận tiền trợ cấp từ Cục Quản trị Đường cao tốc Liên bang (Federal Highway Administration, FHWA) để xây đường mòn xong.
Năm 1989, đường mòn đã kéo dài 21 km (13 mi), đường cùng về phía bắc ở Morrow. Quãng đường đầu tiên được khánh thành ngày 20 tháng 12 năm 1991. Đường chạy phần lớn trên bờ đông của sông Little Miami, lúc đó từ Spring Valley ở Quận Greene tới biên giới Terrace Park ở Quận Hamilton, đối diện qua sông với Milford. Đường mòn được kéo dài về phía bắc tới Xenia cùng năm và tới Springfield năm 1998. Năm 2006, sau cuộc tranh luận với dân Terrace Park kéo dài 26 năm, nó được kéo dài về phía nam tới Newtown.
Gần đây, vì tiểu bang cắt giảm ngân sách, một số quãng đường bắt đầu bị hư nát, làm cho phải đóng một số cầu gỗ và phòng vệ sinh.

## Tuyến đường hiện nay

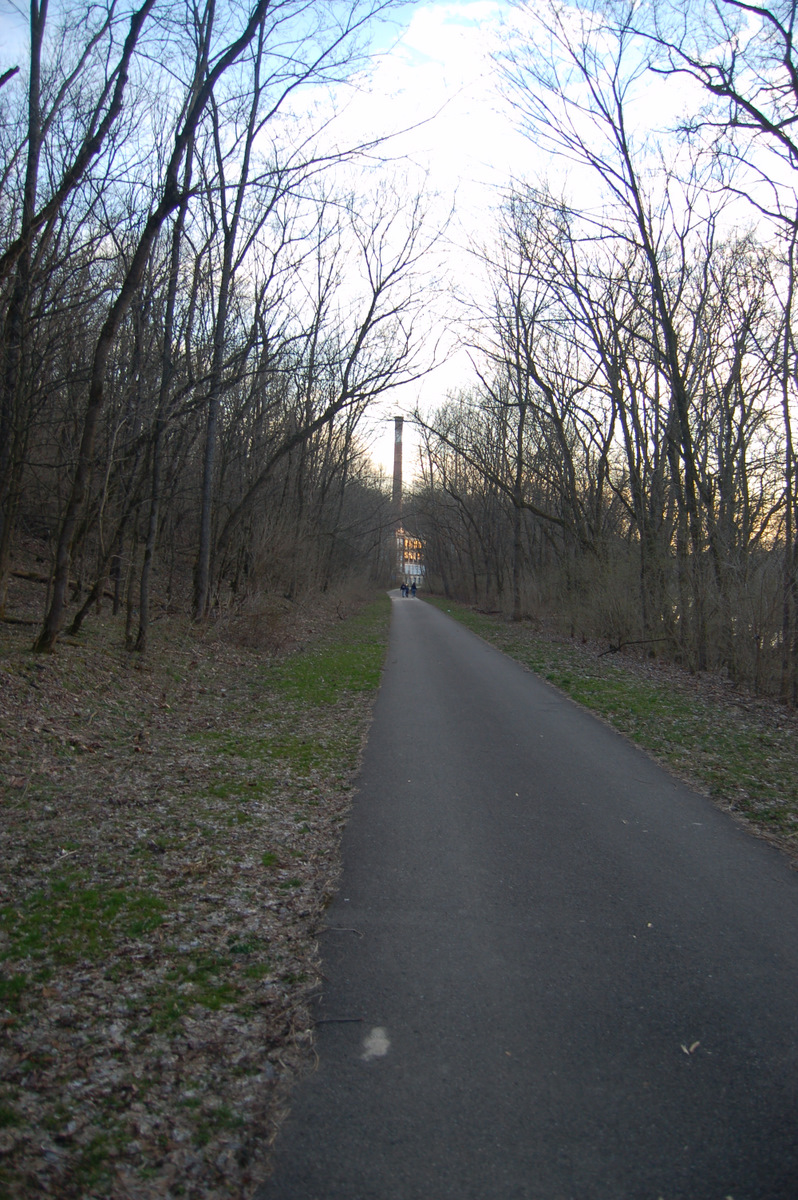
Đường mòn Little Miami tới gần hãng Công ty Đạn Peters ngày xưa ở Quận Warren.

Quãng đường dài 14 km (9 mi) tới Xenia do Khu Công viên và Giải trí Đường mòn Quốc gia (National Trail Parks and Recreation District) của Quận Clark bảo quản. Từ phần đầu nối với Đường mòn Buck Creek ở Springfield, đường mòn Little Miami chạy về phía nam song song với Quốc lộ 42 và tiếp tục đến Yellow Springs. Gần Công viên Tiểu bang John Bryan, các đường mòn North Country và Buckeye đến từ Dayton về phía tây. Sau đó, quãng đường 24 km (15 mi) đến Spring Valley do Quận Greene bảo quản. Tại Ga Xenia, nó nối với Đường mòn Creekside, cũng như Đường mòn Prairie Grass, đoạn phía trung của Đường mòn Ohio tới Erie. Đường mòn Little Miami là Quốc lộ Xe đạp Hoa Kỳ 50 ở một quãng đường nhỏ nối các đường mòn Creekside và Prairie Grass.
Công viên Tiểu bang Little Miami bắt đầu tại Đường Hedges ở Spring Valley, gặp bờ sông Little Miami ngay, và chạy theo Xa lộ 42 Hoa Kỳ vào Quận Warren. Nó chạy qua Corwin (gần Waynesville), Công viên Tiểu bang Caesar Creek, và Oregonia, ở đấy Đường mòn Buckeye nối lại. Tại Fort Ancient, đường mòn chạy vào dưới Cầu Jeremiah Morrow lớn (Xa lộ Liên tiểu bang 71). Sau đó, nó chạy qua trung tâm của các làng Morrow và Nam Lebanon tới Ga Middletown ngày xưa, ở đây Đường mòn Lebanon Countryside bắt đầu.
Đường mòn Little Miami tiếp tục về phía nam, đối diện với Kings Mills và phía sau của công viên vui chơi Kings Island. Ở gần đây hãng sở Công ty Đạn Peters (Peters Cartridge Company) ngày xưa đứng bên cạnh đường xe đạp. Đường chạy dưới cầu Quốc lộ 22/Đường tiểu bang 3 tại Fosters, đối diện qua sông với các Mô đất Landen I và II của người da đỏ ngày xưa. Đường mòn chạy ngang vài ruộng ngô trước khi vào Quận Clermont và trung tâm Loveland, ở đây đường mòn được gọi là Đường xe đạp Loveland.

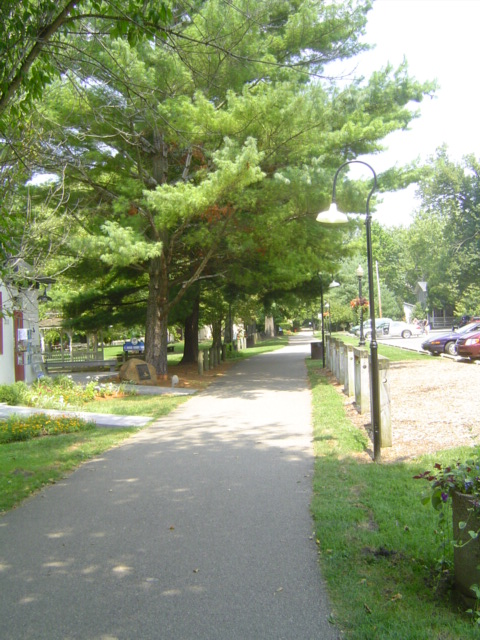
Đường xe đạp Loveland ở Quận Clermont

Tại Miamiville, đường mòn băng qua bờ phía tây của sông Little Miami thuộc về Quận Hamilton và gặp Đường tiểu bang 126 (Đường Glendale–Milford). Đường mòn chạy ngang Trại Dennison và cuối đường trước đây tại Milford. Phần kéo dài năm 2006 mang Công viên Tiểu bang Little Miami bên cạnh Quốc lộ 50 (Wooster Pike) tới Công viên Avoca ở Terrace Park. Từ nơi này, quãng Loveland của Đường mòn Buckeye phân nhánh; nó chạy trên các đường xe hơi địa phương về phía tây nam, tới Công viên Eden ở Cincinnati. Sau cùng, một khúc ngắn của Khu Công viên Quận Hamilton dẫn đường mòn Little Miami lại qua sông, bên cạnh các đường xe hơi, đến Trung tâm Golf Little Miami ở Newtown. Đường mòn North Country và quãng Williamsburg của Đường mòn Buckeye tiếp tục về phía đông nam trên các đường đông xe tới Batavia và Công viên Tiểu bang East Fork.

## Kế hoạch kéo dài
Hạt Công viên Quận Hamilton có ý định kéo Đường mòn Little Miami dài tới Clear Creek. Từ nhánh sông này, nó sẽ chạy dọc theo sông Little Miami tới miệng sông gần Sân bay Lunken. Tại sông Ohio, đường mòn sẽ gặp Đường mòn Sông Ohio và chạy tiếp theo sông đến trung tâm Cincinnati.
Tập đoàn Adventure Cycling Association đã đề nghị cho Tuyến đường Xe đạp Tuyến hỏa xa ngầm của tập đoàn, bao gồm Đường mòn Little Miami, trở thành Quốc lộ Xe đạp 25.